# 恐龍寶貝之龍神勇士
《恐龙宝贝之龙神勇士》是中国大陆拍摄的一部魔法题材动画片，该作主要讲述的是龙翔从地球世界穿越到一个人与恐龙的世界后所发生的故事，以及在这之中与同伴一起对抗瑞鹰为首的邪恶势力。该作总共三部，并且该作受到了广电总局的推荐。

## 剧情
在一次意外，龙翔来到了一个魔法世界，在那个世界，人与恐龙和谐共处，不过因为“龙神”的力量减弱，所以导致邪恶势力的侵入，于是得知这些的龙翔等人决定保护这个世界，并且在这之中，意外的得知了他的同伴中的风铃是一位公主。

## 配音演员
- 沈达威
- 夏磊
- 李敏妍
- 海帆
- 杨梦露
- 王燕华
- 孙畅

## 電視原聲
| 曲序 | 曲目                 |        | 作曲   | 编曲   | 演唱   |
| ---- | -------------------- | ------ | ------ | ------ | ------ |
| 1.   | 爱不会绝迹（主题曲） | 王雅君 | 林俊杰 | Kenn C | 林俊杰 |

## 外部連結
- 豆瓣电影上《恐龍寶貝之龍神勇士》的資料 （简体中文）